# 比洛里亚德里奥哈
比洛里亚德里奥哈，是西班牙卡斯蒂利亚-莱昂布尔戈斯省的一个市镇。总面积7平方公里，总人口61人（2001年），人口密度9人/平方公里。